# Ine Wigernæs
Ine Wigernæs (* 30. April 1969 in Oslo) ist eine ehemalige norwegische Skilangläuferin.

## Werdegang
Wigernæs, die für den Lyn Ski startete, debütierte im März 1998 in Oslo im Skilanglauf-Weltcup und belegte dabei den 45. Platz über 30 km klassisch. Ihr erstes Rennen im Continental-Cup lief sie im Dezember 1998 in Lillehammer, welches sie auf dem 19. Platz über 10 km klassisch beendete. Im März 2000 holte sie in Lahti mit Platz 26 im Sprint und in Oslo mit Platz 17 im Sprint ihre ersten Weltcuppunkte. In der Saison 2000/01 kam sie bei zehn Teilnahmen im Weltcupeinzel, fünfmal in die Punkteränge. Dabei erreichte sie in Brusson und in Oslo jeweils mit dem achten Platz im Sprint ihre beste Platzierung im Weltcupeinzel. Beim Saisonhöhepunkt den Nordischen Skiweltmeisterschaften 2001 in Lahti belegte sie den 12. Platz im Sprint. Die Saison beendete sie auf dem 42. Platz im Gesamtweltcup und auf dem 14. Rang im Sprintweltcup.
In der folgenden Saison gelang Wigernæs mit sechs Ergebnissen in den Punkteränge der 50. Platz im Gesamtweltcup und der 22. Rang im Sprintweltcup. Ihr bestes Resultat im Weltcupeinzel in der Saison 2002/03 war der achte Platz über 30 km klassisch in Oslo. Im März 2004 wurde sie Fünfte beim Wasalauf. In der Saison 2004/05 kam sie im Scandinavian-Cup siebenmal unter die ersten Zehn. Dabei errang sie im Skiathlon in Sundsvall und über 10 km Freistil in Lapinlahti jeweils den zweiten Platz und gewann damit zum Saisonende die Gesamtwertung. Nach drei Weltcupteilnahmen mit Platzierungen außerhalb der Punkteränge zu Beginn ihrer letzten aktiven Saison 2005/06, belegte sie beim Scandinavian-Cup in Vuokatti den siebten Platz im Sprint, den dritten Rang über 10 km klassisch und den zweiten Platz über 10 km Freistil. Es folgten Teilnahmen an Wettbewerbe des Marathon-Cups. Dabei errang sie im Januar 2006 den zweiten Platz beim Marcialonga und gewann im folgenden Monat den König-Ludwig-Lauf. Zudem wurde sie beim Birkebeinerrennet im März 2006 Siebte. Im selben Monat absolvierte sie in Drammen ihr letztes Weltcuprennen, welches sie auf dem 32. Platz im Sprint beendete. Zum Saisonende kam sie auf den 11. Platz in der Gesamtwertung des Scandinavian-Cup und auf den fünften Rang in der Gesamtwertung des Marathon-Cups. Bei norwegischen Meisterschaften siegte sie in den Jahren 2000 und 2001 mit der Staffel von Lyn Ski und 2004 und 2005 zusammen mit Ella Gjømle im Teamsprint. Zudem wurde sie 2002 Zweite und 2005 Dritte mit der Staffel.

## Siege bei Worldloppet-Cup-Rennen
Anmerkung: Vor der Saison 2015/16 hieß der Worldloppet Cup noch Marathon Cup.
| Nr. | Datum           | Ort          | Rennen            | Disziplin                   |
| --- | --------------- | ------------ | ----------------- | --------------------------- |
| 1.  | 5. Februar 2006 | Oberammergau | König-Ludwig-Lauf | 50 km klassisch Massenstart |

## Platzierungen im Weltcup

### Weltcup-Statistik
Die Tabelle zeigt die erreichten Platzierungen im Einzelnen.
- 1.–3. Platz: Anzahl der Podiumsplatzierungen
- Top 10: Anzahl der Platzierungen unter den ersten zehn
- Punkteränge: Anzahl der Platzierungen innerhalb der Punkteränge
- Starts: Anzahl gelaufener Rennen in der jeweiligen Disziplin
- Hinweis: Bei den Distanzrennen erfolgt die Einordnung gemäß FIS.

| Platzierung         | Distanzrennen a | Distanzrennen a | Distanzrennen a | Distanzrennen a | Distanzrennen a | Skiathlon Verfolgung | Sprint | Etappen- rennen b | Gesamt | Team c | Team c  |
| Platzierung         | ≤ 5 km          | ≤ 10 km         | ≤ 15 km         | ≤ 30 km         | > 30 km         | Skiathlon Verfolgung | Sprint | Etappen- rennen b | Gesamt | Sprint | Staffel |
| ------------------- | --------------- | --------------- | --------------- | --------------- | --------------- | -------------------- | ------ | ----------------- | ------ | ------ | ------- |
| 1. Platz            |                 |                 |                 |                 |                 |                      |        |                   |        |        |         |
| 2. Platz            |                 |                 |                 |                 |                 |                      |        |                   |        |        |         |
| 3. Platz            |                 |                 |                 |                 |                 |                      |        |                   |        |        |         |
| Top 10              |                 |                 |                 | 1               |                 |                      | 2      |                   | 3      |        | 4       |
| Punkteränge         |                 | 3               |                 | 1               |                 |                      | 21     |                   | 25     |        | 4       |
| Starts              | 1               | 11              | 1               | 6               |                 | 4                    | 26     |                   | 49     | 1      | 4       |
| Stand: Karriereende |                 |                 |                 |                 |                 |                      |        |                   |        |        |         |

### Weltcup-Gesamtplatzierungen
| Saison    | Gesamt | Gesamt | Distanz | Distanz | Sprint | Sprint |
| Saison    | Punkte | Platz  | Punkte  | Platz   | Punkte | Platz  |
| --------- | ------ | ------ | ------- | ------- | ------ | ------ |
| 1999/2000 | 19     | 61.    | -       | -       | 19     | 42.    |
| 2000/01   | 84     | 42.    | -       | -       | 109    | 14.    |
| 2001/02   | 52     | 50.    | -       | -       | 79     | 22.    |
| 2002/03   | 66     | 48.    | -       | -       | 38     | 38.    |
| 2003/04   | 6      | 88.    | -       | -       | 6      | 54.    |
| 2004/05   | 24     | 67.    | -       | -       | 16     | 52.    |
| 2005/06   | 5      | 116.   | 3       | 87.     | 2      | 78.    |